# Adam Sørensen
Adam Sørensen (Herlev, 11 novembre 2000) è un calciatore danese, difensore dell'Odense.

## Carriera

### Club
Cresciuto nel settore giovanile del Lyngby, ha esordito in prima squadra il 3 marzo 2018 in occasione dell'incontro di Superligaen perso 3-0 in trasferta contro l'Hobro.
Il 12 gennaio 2023 viene acquistato dai norvegesi del Bodø/Glimt, firmando un contratto quinquennale.

### Nazionale
Ha giocato nelle nazionali giovanili danesi Under-16, Under-17 ed Under-19.

## Statistiche

### Presenze e reti nei club
Statistiche aggiornate al 13 gennaio 2023.
| Stagione        | Squadra         | Campionato      | Campionato | Campionato | Coppe nazionali | Coppe nazionali | Coppe nazionali | Coppe continentali | Coppe continentali | Coppe continentali | Altre coppe | Altre coppe | Altre coppe | Totale | Totale |
| Stagione        | Squadra         | Comp            | Pres       | Reti       | Comp            | Pres            | Reti            | Comp               | Pres               | Reti               | Comp        | Pres        | Reti        | Pres   | Reti   |
| --------------- | --------------- | --------------- | ---------- | ---------- | --------------- | --------------- | --------------- | ------------------ | ------------------ | ------------------ | ----------- | ----------- | ----------- | ------ | ------ |
| 2017-2018       | Lyngby          | SL              | 1+10       | 0+1        | CD              | -               | -               |                    | -                  | -                  |             | -           | -           | 11     | 1      |
| 2018-2019       | Lyngby          | 1D              | 16         | 1          | CD              | 1               | 0               |                    | -                  | -                  |             | -           | -           | 17     | 1      |
| 2019-2020       | Lyngby          | SL              | 1          | 0          | CD              | 1               | 0               |                    | -                  | -                  |             | -           | -           | 2      | 0      |
| 2020-2021       | Lyngby          | SL              | 0          | 0          | CD              | 0               | 0               |                    | -                  | -                  |             | -           | -           | 0      | 0      |
| 2021-2022       | Lyngby          | 1D              | 22+10      | 1+0        | CD              | 3               | 0               |                    | -                  | -                  |             | -           | -           | 35     | 1      |
| 2022-gen. 2023  | Lyngby          | SL              | 16         | 0          | CD              | 1               | 0               |                    | -                  | -                  |             | -           | -           | 17     | 0      |
| Totale Lyngby   | Totale Lyngby   | Totale Lyngby   | 56+20      | 2+1        |                 | 6               | 0               |                    | -                  | -                  |             | -           | -           | 82     | 3      |
| 2023            | Bodø/Glimt      | ES              | 0          | 0          | CN              | 0               | 0               |                    | -                  | -                  |             | -           | -           | 0      | 0      |
| Totale carriera | Totale carriera | Totale carriera | 76         | 3          |                 | 6               | 0               |                    | -                  | -                  |             | -           | -           | 82     | 3      |

## Palmarès
- Campionato norvegese: 2

Bodø/Glimt: 2023, 2024
- 1. Division: 1

Odense: 2024-2025